# Limnophila (Limnophila) litigiosa
Limnophila (Limnophila) litigiosa is een tweevleugelige uit de familie steltmuggen (Limoniidae). De soort komt voor in het Neotropisch gebied.